# ウィキメディア運動
ウィキメディア運動（ウィキメディアうんどう、Wikimedia movement）、あるいはウィキメディア（Wikimedia）は、ウィキメディア財団のプロジェクトに貢献する地球規模のコミュニティを指す。この運動はウィキペディアのコミュニティを中心に形成され、周縁のプロジェクト群であるウィキメディア・コモンズやウィキデータ、ソフトウェア開発のボランティアであるメディアウィキなどに波及し、世界中の数々の団体によって支えられている。
「ウィキメディア」という名称は "wiki" と "media" を組み合わせた造語で、ジミー・ウェールズのサーバー上でウィキを用いた2件目のプロジェクトとしてウィクショナリーが始動した3か月後の2003年3月、アメリカ人著述家のシェルドン・ランプトンが英語のメーリングリスト上で初めて使い、そのさらに3か月後にウィキメディア財団設立が公表される。
また「ウィキメディア」という語句は場合により、ウィキメディアのプロジェクト群を指す。

## ウィキペディア コミュニティ
ウィキペディア・コミュニティはオンライン百科事典のウィキペディアに貢献する人々のコミュニティで、編集者（ないしは寄稿者）と管理者から成り立つ。裁定委員会 Arbitration Committee はウィキペディアの編集者間の深刻な紛争の仲裁に取り組み、編集者が構成する委員として制裁を課す権威を持ち、利用者に付与される特別な許可について決定する。英語版ウィキペディアの利用者同士の紛争仲裁機関として発足、日本語版には存在しない。

## プロジェクト
ウィキメディア・プロジェクト群の内訳は次の通り。
- ウィキペディア ウェブ空間に置かれた百科事典
- ウィクショナリー 辞書
- ウィキブックス 教科書
- ウィキニュース ニュース集
- ウィキクォート 引用集
- ウィキソース 著作物と文書類の電子図書館
- ウィキバーシティ 教材
- ウィキボヤージュ 旅行ガイド
- ウィキスピーシーズ 生物種の分類体系
- ウィキメディア・コモンズ 画像・動画・音声データなどメディアのリポジトリ。まさに「コモンズ」（共有地）という名前通りに、収載するファイルは他のプロジェクト群からアクセスして利用できる。
- ウィキデータ 共通のデータベース

## 組織

ウィキメディア運動の概念図

ウィキメディア運動のマインドマップ（2023年）

### ウィキメディア財団

青＝国別協会のある国
緑＝地理的結びつきのある利用者グループ

ウィキメディア財団 (Wikimedia Foundation; WMF) はアメリカの非営利組織であり、カリフォルニア州のサンフランシスコに本部を置く。財団はオンライン百科事典ウィキペディアやウィキメディア・コモンズのような、運動のほとんどのウェブサイトのドメイン名を保有・運用している。
財団設立の時期は2003年、趣旨はウィキペディアとその姉妹プロジェクトの運営資金を非営利に調達する機構とし、設立人はジミー・ウェールズである。その目的は「世界中の人々を対象に、フリー・ライセンスあるいはパブリック・ドメインのもとにある教育用コンテンツを収集し作成する場を提供し、そこに参加するよう促し、作成されたコンテンツを効果的かつ全世界的に普及させること」である。
財団の2015年財務報告書によると、活動予算7200万米ドル、運営経費5200万米ドルである。財団の財政は、寄付者単位平均15米ドルの寄付金が支える。

### 国・地域別協会
国・地域別協会 (Chapters) は特定の地理的な国・地域でウィキメディアプロジェクトを支援する組織で38協会ある。
ウィキメディア・ドイツ支部 (Wikimedia Deutschland; WMDE)は最大の国・地域別協会で、予算規模2000万ユーロ。関連団体に約100万ユーロを配分、財団への資金拠出は400万ユーロ。
各国・地域別別協会には同じ手続きが課され、同一の手順に従って財務委員会を置き年次予算を組む義務がある。財団はプロジェクトページのドメイン所有者であり、各国間の（例えばドイツとスイスに対して）寄付の共有を求めたり、一定の資金を与えることがある。この方法によって、4 mio 米ドルの資金を国・地域別協会・テーマ別組織間に分配し、その法的基盤として受給者は財団と国・地域別組織契約 "Chapters Agreement" を締結する。

### テーマ別組織
テーマ別組織 (Thematic organizations) の目的はある特定の対象領域におけるウィキメディア・プロジェクトの支援で、2件が存在する。その活動は「ウィキメディアのテーマ別組織契約」Wikimedia Thematic Organization Agreement に準拠する。

### 利用者グループ
利用者グループ (User groups) は国・地域別協会やテーマ別組織ほど規定が厳しくない活動主体で、地域ないしは特定のテーマ・話題・対象・問題と関連してウィキメディア・プロジェクトを支援し促進する。2019年5月時点の件数は108件。提携団体委員会 (Affiliations Committee) の承認を受けると財団と「利用者グループの同意と行動規範」(User Groups Agreement and Code of Conduct) を締結する。ジェンダーの格差解消と女性編集者の参加を奨励するプログラムがある。